# (7936) Mikemagee
(7936) Mikemagee (1990 OW2) – planetoida z pasa głównego asteroid okrążająca Słońce w ciągu 3,54 lat w średniej odległości 2,32 j.a. Odkryta 30 lipca 1990 roku.